# Eremogone aberrans
Eremogone aberrans är en nejlikväxtart som först beskrevs av M.E Jones, och fick sitt nu gällande namn av S. Ikonnikov. Eremogone aberrans ingår i släktet Eremogone och familjen nejlikväxter. Inga underarter finns listade i Catalogue of Life.